# Rakousko na Letních olympijských hrách 1968
Rakousko na Letních olympijských hrách 1968 v Ciudad de México reprezentovalo 43 sportovců, z toho 35 mužů a 8 žen. Nejmladším účastníkem byl Peter Schmid (19 let, 175 dní), nejstarším pak Friedrich Schattleitner (45 let, 22 dní). Celkem Rakousko získalo 4 medaile, z toho 2 stříbrné a 2 bronzové.

## Medailisté
| Medaile | Jméno                         | Sport      | Disciplína              |
| ------- | ----------------------------- | ---------- | ----------------------- |
| Stříbro | Hubert Raudaschl              | Jachting   | Muži třída Finn         |
| Stříbro | Liese Prokopová               | Atletika   | Ženy pětiboj            |
| Bronz   | Eva Janková                   | Atletika   | Ženy hod oštěpem        |
| Bronz   | Günther Pfaff Gerhard Seibold | Kanoistika | Muži – kajak K-2 1000 m |